# Macalelon
Macalelon es un municipio filipino de cuarta clase, perteneciente a la provincia de Quezon, en la región de Calabarzon.

## Historia
Hacia mediados del siglo XIX, el lugar pertenecía al pueblo de Pitogo. Aparece descrito en el segundo volumen del Diccionario geográfico, estadístico, histórico de las Islas Filipinas (1851) de Manuel Buzeta Núñez y Felipe Bravo con las siguientes palabras:

MACALELON: visita del pueblo de Pitogo, en la isla de Luzon, prov. de Tayabas, dióc. de Nueva-Cáceres, sit. en los 125° 48' 10" long., 13° 43' 10" lat., á la orilla del r. Buyao, junto á su boca, sobre la costa S. O. de la isla; clima templado y saludable. Hállase poco mas de 1 leg. al S. E. de su matriz, en cuyo artículo incluimos su pobl. y trib.
(Buzeta y Bravo, 1851, p. 192)

En 2020, tenía censados 27 312 habitantes.